# Frederick Wollaston Hutton
Capitán Frederick Wollaston Hutton, FRS, (16 de noviembre de 1836-27 de octubre de 1905) fue un científico anglo neozelandés quién aplicó la teoría de selección natural para explicar los orígenes y naturaleza de la historia natural de Nueva Zelanda. De joven, fue oficial del ejército, luego hizo una carrera académica en geología y biología. Fue un prolífico naturalista de Nueva Zelanda.

## Biografía

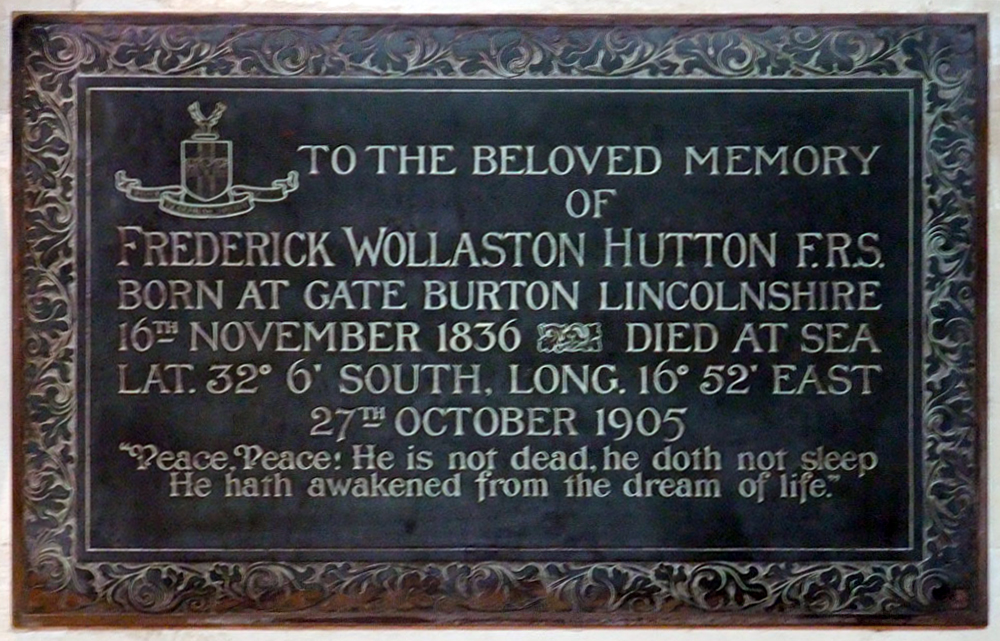
Placa a Hutton en ChristChurch Catedral

Nació en Gate Burton, Lincolnshire, Inglaterra y concurrió a la Escuela de Gramática Southwell y a la Academia Naval en Gosport, Hampshire. Estudió Ciencias aplicadas en el King's College de Londres antes de ser comisionado en el Real Welch Fusiliers y luchó en la guerra de Crimea y en la Indian Mutiny.
En 1860, regresó a Inglaterra, y continuó estudiando geología en Sandhurst, y siendo elegido en la Sociedad Geológica de Londres en el mismo año. En 1861,  revisó el trabajo de Charles Darwin sobre El Origen de las Especies para The Geologist. A lo largo de su vida, Hutton siguió siendo un fiel exponente de las teorías de Darwin sobre la selección natural, y el propio Darwin expresó su agradecimiento en una carta a Hutton..
En 1863, se casó con Gouger Montgomerie, y dimitió en su comisión en 1866 para viajar con su mujer y dos niños a Nueva Zelanda, donde vendrían cuatro niños más. Vivieron inicialmente en Waikato, donde Hutton probó suerte en un molino de lino, pero pronto cambió por estudios en geología, uniéndose a Geological Survey de Nueva Zelanda en 1866 y deviniendo geólogo provincial de Otago en 1874. Al mismo tiempo, fue nombrado conferenciante en geología en la Universidad de Otago y curador del museo allí junto con Emile Campbell-Browne (1830–1925). Devino profesor de biología en la Universidad de Canterbury en 1880.
En 1892, elegido miembro de la Royal Society en 1892. Al año siguiente, también asumió la curadoría del Canterbury Museo. Luego fue hecho presidente de la Real Unión de Ornitólogos de Australasia.
Le fue otorgado la Medalla Clarke  por la Real Sociedad de Nueva Gales del Sur en 1891. 
Fue presidente fundante de la Sociedad Real de Nueva Zelanda desde 1904 hasta su deceso en 1905; siendo seguido por Sir James Hector.
Trabajó sucesivamente en el Museo Colonial, de Wellington (1871–1873); Otago Museo, Dunedin (1877–1879); y el Canterbury Museo, Christchurch (1887–1905)
Falleció en el viaje de regreso a Inglaterra el 27 de octubre de 1905, y fue enterrado en mar fuera de Ciudad del Cabo, Sudáfrica. Se lo conmemora en el Hutton Memorial Medal and Research Fund, otorgado para trabajos científicos en zoología, botánica o geología de Nueva Zelanda. Y le fueron puestos epónimos en su honor a Puffinus huttoni, un ave de mar.

## Publicaciones
- 1873. Catálogo de Mollusca marina de Nueva Zelanda, con diagnosis de la especie.

- 1881. Catálogos de Diptera, Orthoptera, Hymenoptera de Nueva Zelanda; con descripciones de especies.

- 1887. Darwinismo

- 1896. Explicaciones Teóricas de la Distribución de Faunas Del sur

- 1899. Darwinismo y lamarckismo: Viejo y Nuevo

- 1902. La Lección de Evolución – 1.ª edición

- 1902. Naturaleza en Nueva Zelanda (un trabajo popular coescrito con James Drummond)

- 1904. Índice Faunae Nova-Zealandiae (lista completa de todos los animales grabó en Nueva Zelanda)

- 1904. Los Animales de Nueva Zelanda (un trabajo popular coescrito con James Drummond)

- 1905.  Revisión del Terciario Brachiopoda de Nueva Zelanda. John Mackay, Impresora de Gobierno, 1905.

- 1905. Hutton, Frederick Wollaston, y James Drummond. Los Animales de Nueva Zelanda: Una Cuenta de la Colonia Vertebrados que respiran Aire. Whitcombe & Tombs, 1905.

- 1905.  La formación del Canterbury Llanuras. John Mackay, Impresora de Gobierno, 1905.

- 1905. "Antártida Antigua." Nature 72 (1905): 244-245.

- 1907.  La lección de evolución. Circulación privada, 1907.

## Abreviatura (zoología)
La abreviatura Hutton  se emplea para indicar a Frederick Wollaston Hutton como autoridad en la descripción y taxonomía en zoología.